# North Dakota Fighting Hawks

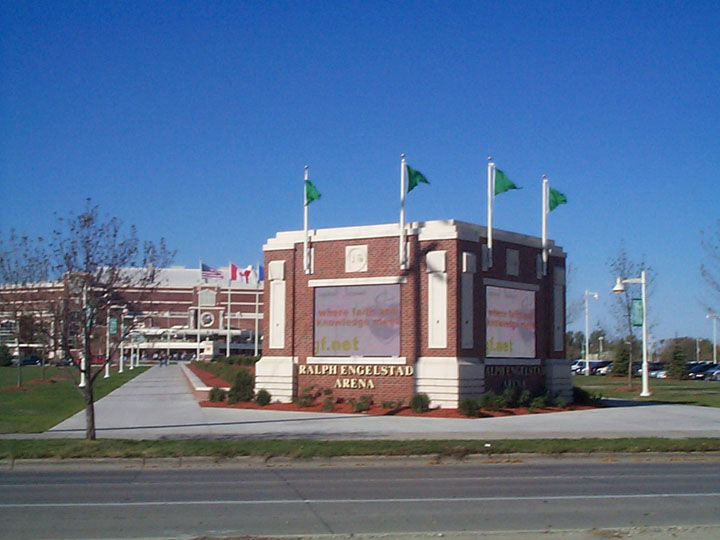
Sign Arena.

North Dakota Fighting Hawks (español: Halcones luchadores de Dakota del Norte) es el equipo deportivo de la Universidad de Dakota del Norte, situada en Grand Forks, Dakota del Norte. Los equipos de los Fighting Hawks participan en las competiciones universitarias organizadas por la NCAA, y forma parte de la Summit League, dentro de la División I. Las excepciones son el equipo de fútbol americano, que juega como FCS independiente en 2018 y 2019 antes de unirse a Missouri Valley Football Conference en 2020, y el equipo masculino de hockey sobre hielo, que juega en la National Collegiate Hockey Conference.

## Apodo
Hasta 2015 se les conoció como los Sioux luchadores debido a que esta tribu india habitó (y habita hoy en día) en el estado de Dakota del Norte. Es una de las pocas universidades a las que se les ha permitido el usar nombres de nativos americanos, dentro de la política de no discriminación con los pueblos indígenas. Una encuesta en el año 2005 desveló que el 61% de los nativos no estaba en desacuerdo con el uso del nombre por parte de la universidad.
En julio de 2015 se realizó una votación para cambiar el apodo del equipo, teniendo como opciones Fighting Hawks, Nodaks, North Stars, Roughriders y Sundogs, siendo elegido el primero de ellos.

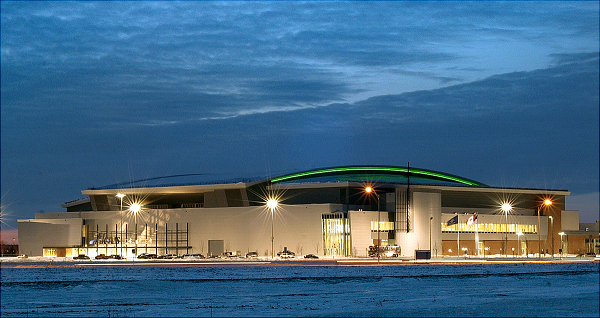
Alerus Center, sede del equipo de fútbol americano.

## Programa deportivo
Los Fighting Hawks participan en las siguientes modalidades deportivas:
| - Masculino - Atletismo - Atletismo cubierta - Cross - Baloncesto - Fútbol americano - Golf - Hockey sobre hielo - Tenis | - Femenino - Atletismo - Atletismo cubierta - Baloncesto - Cross - Golf - Fútbol - Tenis - Sóftbol - Voleibol |

### Baloncesto
Tan solo 2 jugadores de los Fighting Hawks han llegado a la NBA, siendo uno de ellos el mítico Phil Jackson, ganador de once anillos como entrenador, y dos como jugador.